# Liste der Stolpersteine in der Provinz Segovia

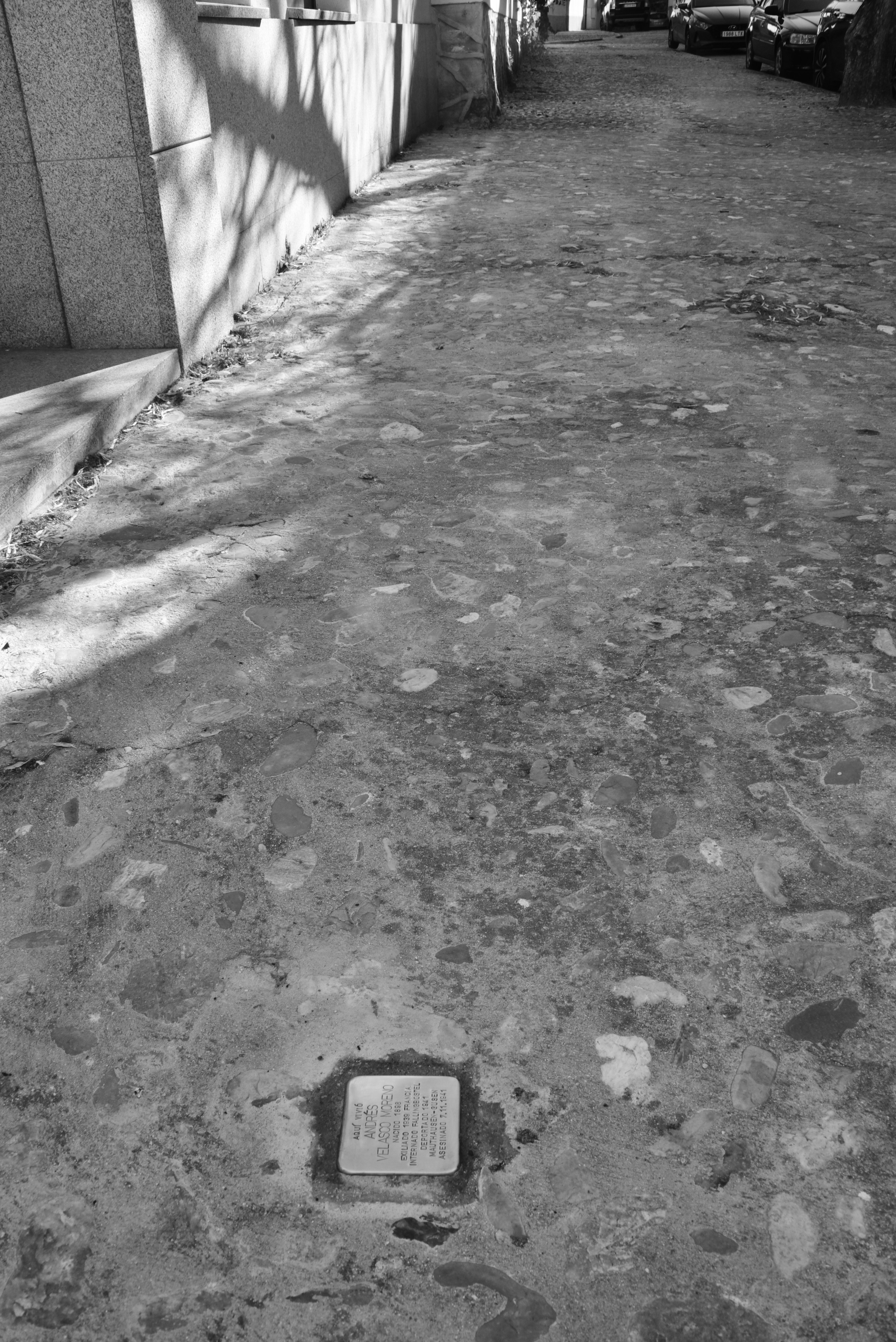
Stolperstein in Real Sitio de San Ildefonso

Die Liste der Stolpersteine in der Provinz Segovia enthält die Stolpersteine, die in der Provinz Segovia in der Autonomen Gemeinschaft Kastilien-León in Spanien vom deutschen Künstler Gunter Demnig verlegt wurden. Stolpersteine erinnern an das Schicksal der Menschen, die von den Nationalsozialisten ermordet, deportiert, vertrieben oder in den Suizid getrieben wurden. Sie liegen im Regelfall vor dem letzten selbstgewählten Wohnsitz des Opfers.
Die kastilische Übersetzung des Begriffes Stolpersteine lautet: pedres que fan ensopegar, sie werden jedoch meist piedras de la memoria (Erinnerungssteine) genannt. In der Provinz Segovia waren insgesamt 28 NS-Opfer zu verzeichnen. Für zwei von ihnen wurde am 22. Oktober 2021 in Real Sitio de San Ildefonso die ersten Stolpersteine verlegt.

## Verlegte Stolpersteine

### Real Sitio de San Ildefonso
In Real Sitio de San Ildefonso wurden bisher zwei Stolpersteine an zwei Adressen verlegt.
| Stolperstein | Übersetzung | Verlegort                | Name, Leben |
| ------------ | --- | ------------------------ | --- |
|              | HIER LEBTE PEDRO CARRILLO PÉREZ GEBOREN 1915 EXIL 1939 FRANKREICH INTERNIERT IN FALLINGBOSTEL DEPORTIERT 1941 MAUTHAUSEN BEFREIT                   | Calle de los Infantes, 3 | Pedro Carrillo Pérez wurde am 19. November 1915 in San Ildefonso, auch La Granja genannt, geboren. Er ging 1939 ins Exil nach Frankreich. Er wurde von deutschen Truppen gefasst, im Stalag XI B in Fallingbostel interniert und am 27. Januar 1941 in das KZ Mauthausen deportiert. Seine Häftlingsnummer dort war 6278. Er konnte die KZ-Haft überleben und wurde am 5. Mai 1945 von US-Truppen befreit.                                                         |
|              | HIER LEBTE ANDRÉS VELASCO MORENO GEBOREN 1898 EXIL 1939 FRANKREICH INTERNIERT IN FALLINGBOSTEL DEPORTIERT 1941 MAUTHAUSEN-GUSEN ERMORDET 7.11.1941 | Calle de la Ría Alta, 8  | Andrés Velasco Moreno wurde am 10. November 1898 in San Ildefonso, auch La Granja genannt, geboren. Er ging 1939 ins Exil nach Frankreich, wurde von deutsche Truppen gefangen genommen und zuerst im Stalag XI B in Fallingbostel interniert. Seine Häftlingsnummer dort war 87.539. Am 27. Januar 1941 wurde er in das KZ Mauthausen deportiert und dort unter der Häftlingsnummer 6590 registriert. Er kam noch im selben Jahr, am 7. November 1941, ums Leben. |

### Segovia
In der Provinzhauptstadt in Segovia wurden bisher vier Stolpersteine an vier Adressen verlegt.
| Stolperstein | Übersetzung | Verlegort                        | Name, Leben                                                                                 |
| ------------ | --- | -------------------------------- | ------------------------------------------------------------------------------------------- |
|              | HIER LEBTE FLORENCIO ABAD ALBERTOS GEBOREN 1904 EXILIERT FRANKREICH DEPORTIERT 1941 STALAG TRIER MAUTHAUSEN ERMORDET 18.4.1942 GUSEN | C. Cronista Lecea                | Florencio Abad Albertos (1904–1942)                                                         |
|              | HIER LEBTE ANTONIO ARRANZ BARRIO GEBOREN 1896 EXILIERT FRANKREICH DEPORTIERT 1941 ALTENGRABOW MAUTHAUSEN ERMORDET 16.11.1941         | Paseo de Santo Domingo de Guzmán | Antonio Arranz Barrio (1896–1941)                                                           |
|              | HIER LEBTE FERMÍN CRISTÓBAL LÓPEZ GEBOREN 1894 EXILIERT FRANKREICH DEPORTIERT 1944 'TRAIN FANTOY 927' DACHAU ERMORDET 8.2.1945       | Daoiz, 15                        | Fermín Cristóbal López (1894–1945)                                                          |
|              | HIER LEBTE AGUSTÍN SAN JOSÉ CALASANZ GEBOREN 1896 EXILIERT FRANKREICH DEPORTIERT 1940 'CONYOY 927' MAUTHAUSEN-GUSEN BEFREIT          | Plaza de Avendaño                | Agustín San José Calasanz (1896-), auch in Terrassa wurde ein Stolperstein für ihn verlegt. |

## Verlegedaten
Das Projekt wurde von Anfang an vom Bürgermeister von Real Sitio, Samuel Alonso, unterstützt. Verlegt wurden die ersten zwei Stolpersteine am 22. Oktober 2021. Am 18. November 2023 wurden die ersten Stolpersteine in der Provinzhauptstadt Segovia verlegt.